# Bandoneón arrabalero
 Bandoneón arrabalero  es un tango cuya letra pertenece a Pascual Contursi en tanto que la música es de Juan Bautista Deambroggio, que fue grabado por Carlos Gardel en 1928 con acompañamiento de guitarras y alcanzó difusión mundial. En la letra el narrador se dirige a su bandoneón, el instrumento tanguero por antonomasia haciendo un paralelo entre su vida y el encuentro de ese instrumento.
El bandoneón aparece como personaje en otros tangos: La última curda, Fueye, Mi bandoneón y yo, Che, bandoneón, si bien Manuel Adet opina que de ellos, La última curda, al que califica como tango discepoliano,  es el más profundo, el que va más a fondo y, también, el más bello.

## Los autores
La letra es de autoría de Pascual Contursi (Chivilcoy, 18 de noviembre de 1888 - Buenos Aires, 29 de mayo de 1932) fue un conocido dramaturgo, músico y letrista de tango argentino, autor de unas cuarenta letras de tango.
La música pertenece a Juan Bautista Deambroggio (La Plata provincia de Buenos Aires Argentina, ,2 de marzo de 1890 – París Francia, 28 de noviembre de 1963, conocido por los apodos de Bachicha y Bachichín, bandoneonista, compositor y director de orquesta dedicado al género del tango.

## Versión sobre su autoría
Bandoneón arrabalero  fue publicado con la dedicatoria «al celebrado compositor y mejor amigo Horacio G. Pettorossi». Bachicha hizo que Pascual Contursi, que se hallaba en París, adaptara los versos para la música.
Enrique Cadícamo escribió en La historia del tango en París, que Bandoneón arrabalero no había sido compuesto por Juan Bautista Deambroggio sino que la música pertenecía a Horacio Pettorossi. Dice que en París en 1925 Pettorossi, que estaba actuando en la orquesta de Bianco-Bachicha, le hizo escuchar a Bachicha un tango recientemente compuesto por él, que mereció unas palabras de elogio y admiración de Deambroggio. Pettorossi entonces le ofreció venderlo allí mismo por mil francos. Bachicha sacó esa suma y se la ofreció como préstamo, pero el otro rechazó en forma terminante el ofrecimiento e insistió en la venta, por lo que Bachicha finalmente aceptó.

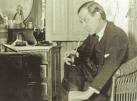
Pascual Contursi

Contursi había viajado en 1921 a París y luego volvió en 1927, por lo que seguramente el hecho citado en la versión de Cadícamo no pudo haber ocurrido sino ese año. La sífilis que padecía hizo perder la razón a Contursi, quien con la mente muy afectada fue enviado por sus amigos a Buenos Aires en 1930, permaneciendo internado hasta su muerte.

## Grabaciones
En Europa, la orquesta Bianco-Bachicha lo difundió con la voz de José Cohan.  Charlo lo grabó con la orquesta de Francisco Canaro, Carlos Gardel con acompañamiento de sus guitarristas en París el 20 de octubre de 1928 y también la registró el Trío Argentino Irusta-Fugazot-Demare, cantando Fugazot. 
Más adelante lo cantaron para el disco, entre otros, Ángel Vargas con su orquesta dirigida por Eduardo Del Piano el 10 de mayo de 1950, Roberto Goyeneche con Aníbal Troilo el 7 de septiembre de 1956 y luego con Baffa-Berlingieri, Floreal Ruiz con Francisco Rotundo el 18 de agosto de 1950, Libertad Lamarque, Nelly Vázquez con el quinteto de Astor Piazzolla, Luis Cardei y Edmundo Rivero con Horacio Salgán.
En Italia Milva grabó una versión con letra adaptada al italiano por Bertini en la que un bandoneón queda abandonado después que muere su dueño, que cantaba y tocaba en una plaza. Hay versiones instrumentales grabadas por Osvaldo Pugliese y por Raúl Garello. Raul Lavie para el sello Microfon en 1991.